# Pellenes hedjazensis
Pellenes hedjazensis là một loài nhện trong họ Salticidae.
Loài này thuộc chi Pellenes. Pellenes hedjazensis được Jerzy Prószyński miêu tả năm 1993.